# فرست (کنددرستگ)
فرست (به لاتین: First) یک کوه در سوئیس است که در کانتون برن واقع شده‌است. فرست ۲٬۵۴۸ متر بالاتر از سطح دریا واقع شده‌است.